# Newsted
Newsted (estilizado NEWST∃D) es una banda estadounidense de heavy metal integrada por el exbajista de Metallica, Jason Newsted (voz y bajo), Jessie Farnsworth (guitarra y coros), Jesus Mendez (batería) y Mike Mushok (guitarra).
La banda comenzó su actividad pública en noviembre de 2012, y en enero de 2013 publicó su primer álbum, Metal. El primer sencillo del álbum fue «Soldierhead», acompañado del video musical. Luego de la grabación del vídeo se les unió el guitarrista de Staind, Mike Mushok. 
El 15 de septiembre de 2014 la banda se disolvió. En 2016, Jason explicó que se sintía abrumado por el extenuante trabajo que implicaba manejar muchos proyectos y por los elevados costos de las giras mundiales.
A partir de 2023, Newted reactiva su actividad artística con shows en vivo. 

## Historia
Desde 1986 hasta 2001, Jason Newsted fue el bajista de la banda de Thrash metal Metallica. En la década de los años 1990 Jason conoció al baterista Jesus Mendez, quien estuvo presente como técnico de batería en sus bandas Metallica y Echobrain. En los años 2000, Jason conoce al guitarrista Jessie Farnsworth, quien había sido compañero de banda de Jesus Mendez durante un largo tiempo. Jason estuvo un tiempo ausente debido a problemas con su hombro, lo que le impedía poder tocar el bajo. Estando recuperado realizó 4 conciertos con la banda Papa Wheelie y pocos meses después recibió una llamada de Lars Ulrich para que tocara con Metallica con motivo de sus 30 años.
Jason estando totalmente recuperado y de vuelta en la música y en el bajo se puso en contacto con Jessie Farnsworth y Jesus Mendez para formar una nueva banda, y así comenzó lo que conocemos como Newsted.

### Metal(2012-2013)

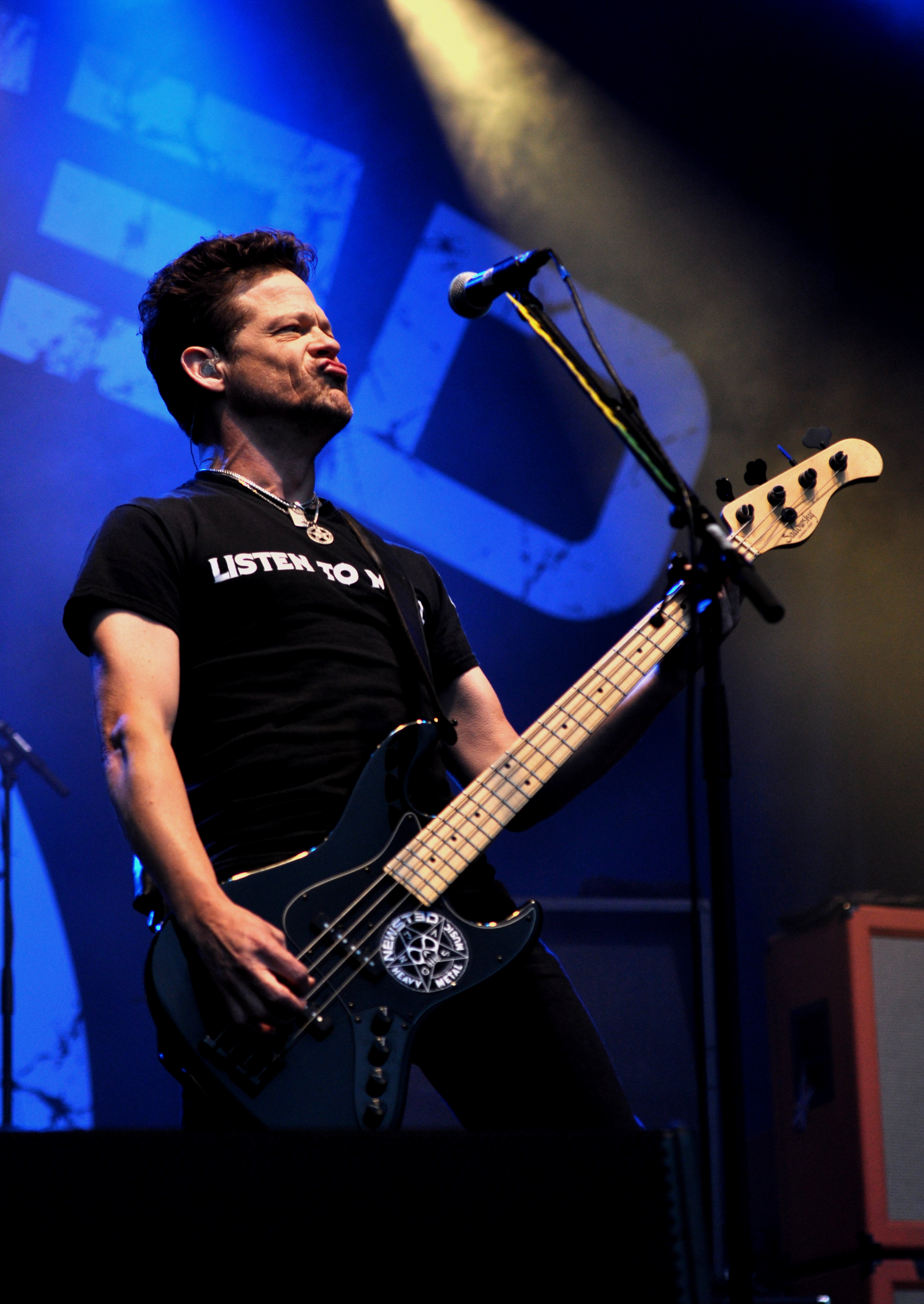
Jason Newsted con "Newsted" en concierto en 2013.

Metal es el primer trabajo de la banda de Heavy Metal Newsted. Las grabaciones se hicieron entre noviembre y diciembre en Creation Labs, estudio ubicado en Turlock, California. Este primer trabajo salió a la venta el 8 de enero de 2013. A pesar de no haber sido un álbum completo obtuvo críticas muy favorables.
El 15 de noviembre de 2012 Jason Newsted anuncio la apertura de su sitio web oficial para información sobre sus proyectos.
El 16 de noviembre del mismo año, Jason Newsted fue entrevistado en el show de radio de Eddie Trunk en el cual explico el proceso de la banda y del nuevo álbum.
El 7 de diciembre del mismo año, Newsted anunció que habían acabado su primera grabación.
El 14 de diciembre la banda reveló la lista de canciones y poco después, fue publicada la canción Soldierhead y empezado la filmación del video de dicha canción. Unas semanas después apareció el video en Youtube.
El CD contiene 4 canciones tituladas: Soldierhead, Godsnake, King Of The Underdogs y Skyscraper.

## Heavy Metal Music (2013)
Al comenzar el proyecto se realizaron un total de once canciones de las cuales 4 pasaron a formar parte de Metal y las demás aun necesitaban arreglos. Dado el éxito de Metal la banda decidió terminar los demás temas, en ese momento ya contaban con Mike Mushok así que en pleno tour de promoción de Metal se fueron terminando todas las canciones hasta el punto en que revelaron los nombres de las canciones, la tapa del álbum y la fecha de salida a través de la red social Facebook.
El álbum lleva como nombre Heavy Metal Music y su salida fue programada para el 5 de agosto en Estados Unidos y un día antes en Europa. Tal y como se hizo en su anterior trabajo, dieron la oportunidad de preordenar el álbum en iTunes.
El álbum recibió críticas favorables y llegó a entrar en el Top 40 de Billboard, Top 10 de Amazon y #1 en iTunes. Además, realizaron algunos conciertos como teloneros de Slayer y Mastodon, y poco después se embarcaron en un tour por Estados Unidos junto a Megadeth, Black Label Society, Hellyeah y otras bandas para conformar el Gigantour de ese mismo año.

## Sonido
Los riffs de Soldierhead y la velocidad de Long Time Dead han sido objeto de comparaciones con la banda británica de speed metal Motörhead y sus demás canciones contienen parecidos a trabajos anteriores de Black Sabbath.

## Miembros
- Jason Newsted – Voz, Bajo, Guitarra ocasional (2012-2014) (2023-presente)
- Jessie Farnsworth – Guitarra rítmica, Guitarra líder, Coros, Bajo ocasional (2012-2014) (2023-presente)
- Mike Mushok – Guitarra líder (2013-2014)
- Jesus Mendez Jr. – Batería (2012-2014)(2023-presente)
- Humberto Perez – Guitarra líder (2023-presente)

## Discografía
- Metal (EP) (2013)
- Heavy Metal Music (2013)